# Limnephilus baja
Limnephilus baja är en nattsländeart som beskrevs av Ruiter 1995. Limnephilus baja ingår i släktet Limnephilus och familjen husmasknattsländor. Inga underarter finns listade i Catalogue of Life.